# Manuel López Arana
Manuel López Arana (Medina de Pomar, 22 de abril de 1884 - Ciudad Rodrigo, 27 de diciembre de 1941) fue un obispo español.
Fue ordenado sacerdote el 14 de julio de 1907, y, el 5 de febrero de 1929 elegido obispo de Santander y nombrado administrador apostólico de la Diócesis de Ciudad Rodrigo. Esta diócesis se encontraba sin obispo titular desde 1843, y que, desde 1885, contaba con un Administrador con título en otra diócesis extinta. Murió en la capital diocesana en 1941 y fue enterrado en la capilla del Santísimo o de San Blas, en los pies de la Catedral civitatense. Fue el último obispo en ser enterrado en la Santa Iglesia Catedral de Ciudad Rodrigo
| Predecesor: Michael Joseph Craine  | Obispo de Curio 1829-1841                            | Sucesor: Edward Joseph Maggin     |
| Predecesor: Silverio Velasco Pérez | Administrador apostólico de Ciudad Rodrigo 1829-1841 | Sucesor: Máximo Yurramendi Alcain |

- Datos: Q5993544